# Галанта
 Тази статия е за града в Словакия.  За окръга вижте Галанта (окръг).  
Галанта (на словашки: Galanta; на немски: Gallandau; на унгарски: Galánta) е малък град, намиращ се в Западна Словакия, на разстояние от около 50 km от столицата Братислава.

## География
Галанта е разположен в Среднодунавската низина, в топлата южна част на страната. Около града са установени множество селскостопански поля, където се произвеждат пшеница, царевица, както и някои плодове и зеленчуци.

## История
Териториите около Галанта са населявани още от неолитната ера. През 1237 година, в писмения документ на унгарския крал Бела IV, градът се споменава за първи път.
През комунистическия период в Чехословакия много старинни сгради са разрушени.

## Население
Галанта има население от 15 029 души (по приблизителна оценка от декември 2017 г.). В него преобладават две основни етнически групи. Тези на словаците – 60,35%; и на унгарците – 36,80%. В града живеят и малък брой цигани – 1,07%. Жителите на градчето са предимно католици.

## Побратимени градове
- Микулов, Чехия
- Пакш, Унгария
- Тоткомлош, Унгария
- Кечкемет, Унгария
- Липтовски Микулаш, Словакия
- Бечей, Сърбия